# 400
Năm 400 là một năm trong lịch Julius.

## Sinh
- Aspar, nhà quý tộc gốc Alan và là magister militum ("Thống chế") của Đế quốc Đông La Mã
- Giáo hoàng Lêô I, giáo hoàng thứ 45 của Giáo hội Công giáo Rôma

## Mất
- Lý Lăng Dung, mẹ đẻ Tấn Hiếu Vũ Đế, Hoàng thái hậu và Thái hoàng thái hậu nhà Tấn.